# Кормак, Грэм
Грэм Ко́рмак (англ. Graham Cormack) — шотландский кёрлингист, спортивный функционер.
В составе мужской сборной Шотландии участник чемпионата мира 2003 и чемпионата Европы 2002. Чемпион Шотландии среди мужчин (2002).
Играет в основном на позиции второго.
С 2020 года входит в Управляющий совет (англ. Board Member) Ассоциации кёрлинга Великобритании (англ. British Curling).

## Достижения
- Чемпионат Шотландии по кёрлингу среди мужчин: золото (2002).
- Чемпионат Шотландии по кёрлингу среди ветеранов: серебро (2025).

## Команды
| Сезон   | Четвёртый   | Третий         | Второй          | Первый         | Запасной    | Тренер      | Турниры             |
| ------- | ----------- | -------------- | --------------- | -------------- | ----------- | ----------- | ------------------- |
| 2001—02 | Питер Смит  | Дэвид Хэй      | Грэм Кормак     | Stephen Rankin |             |             | ЧШМ 2002            |
| 2002—03 | Питер Смит  | Дэвид Хэй      | Грэм Кормак     | Stephen Rankin | Уорвик Смит | Дерек Браун | ЧЕ 2002 (6 место)   |
| 2002—03 | Уорвик Смит | Питер Смит     | Эван Макдональд | Дэвид Хэй      | Грэм Кормак | Дерек Браун | ЧМ 2003 (7 место)   |
| 2013—14 | Graham Shaw | Брайан Бинни   | Грэм Кормак     | Robin Niven    |             |             |                     |
| 2014—15 | Graham Shaw | Брайан Бинни   | Грэм Кормак     | Robin Niven    |             |             |                     |
| 2015—16 | Graham Shaw | Брайан Бинни   | Грэм Кормак     | Robin Niven    |             |             |                     |
| 2017—18 | Graham Shaw | Брайан Бинни   | Грэм Кормак     | Robin Niven    |             |             | ЧШМ 2018 (10 место) |
| 2024—25 | Грэм Кормак | Stephen Rankin | Brian Ferguson  | Johnnie Munro  |             |             | ЧШВ 2025            |

(скипы выделены полужирным шрифтом)